# Paolo Maurensig
Paolo Maurensig (* 26. März 1943 in Görz; † 29. Mai 2021 in Udine) war ein italienischer Schriftsteller.

## Leben
Maurensig wurde 1943 in Görz im Nordosten Italiens, an der Grenze mit Slowenien, geboren. Bevor er 1993 mit 50 Jahren seinen ersten Roman La variante di Lüneburg (deutsch 1994 als Die Lüneburg-Variante) vorlegte, war er in verschiedenen Berufen tätig, u. a. als Handelsvertreter und als Restaurator alter Musikinstrumente. Neben der Lüneburg-Variante machte ihn v. a. sein zweiter Roman Canone inverso (deutsch: Spiegelkanon) von 1996 international bekannt. Maurensig lebte bei Udine, wenige Kilometer von seinem Geburtsort entfernt.

## Werke auf Deutsch
- Die Lüneburg-Variante. Roman, Insel, Frankfurt am Main und Leipzig 1994, ISBN 3-458-16638-6
- Spiegelkanon. Roman, Hoffmann und Campe, Hamburg 1997, ISBN 3-455-04777-7
- Der Schatten und die Sonnenuhr. Erzählung, Hoffmann und Campe, Hamburg 1999, ISBN 3-455-04721-1
- Sommerspiel. Roman, aus dem Ital. von Irmela Arnsperger. Hoffmann und Campe, Hamburg 2000, ISBN 3-455-04780-7; als NA 2016: ISBN 978-3-455-40564-4